# Leonard Bogusz
Leonard Bogusz (z Ziemblic) herbu Półkozic (ur. 1828 w Starym Samborze, zm. 1883) – c.k. urzędnik austriacki, starosta tłumacki w latach 1871–1882.
Członek Towarzystwa Agronomicznego oraz Towarzystwa Przyjaciół Oświaty Ludowej.